# Mozena obtusa
Mozena obtusa är en insektsart som beskrevs av Philip Reese Uhler 1876. Mozena obtusa ingår i släktet Mozena och familjen bredkantskinnbaggar. Inga underarter finns listade i Catalogue of Life.